# Mordred, Sohn des Artus
Mordred, Sohn des Artus (orig. I Am Mordred) ist ein Camelot-Roman der amerikanischen Schriftstellerin Nancy Springer. 2004 wurde die deutsche Ausgabe im dtv-Verlag veröffentlicht.

## Handlung
Die Mordred-Sage wird von dem als Rabe wiederauferstandenen Mordred selbst erzählt.
Der Leser erfährt, dass einst der Zauberer Merlin Artus prophezeite, dass ein Kind dazu auserkoren ist, Artus zu töten und Herrscher von Camelot zu werden. Artus rief den Befehl aus, alle am 1. Mai geborenen Säuglinge aufzusammeln, in Korbboote zu legen und sie dem Meer zu überlassen. Artus durfte als König keine Reue zeigen über Merlins Rat. Alle Säuglinge sterben in den Fluten bis auf einen: Mordred, Sohn des Artus.
Ein Fischerpaar nimmt Mordred bei sich auf und gibt ihm den Namen Kaul. Als Fischersohn verbringt Kaul eine unbeschwerte Kindheit und seine Fischereltern sagen ihm, dass er ein Geschenk des Meergottes Llŷr sei. Der Strand, die Fische und die Möwen sind für ihn seine Heimat und er liebt seine Eltern.
Doch dann erscheint die feine Dame Nyneve und Kaul erfährt von ihr, dass sein wahrer Name Mordred lautet. Mordred wird am Hof seiner Mutter Morgause und seines Stiefvaters König Lot von Orkney und seiner Halbbrüder Gawain und Gareth aufgenommen, aber statt Liebe und Anerkennung erntet Mordred Hass und Verachtung. Er erfährt, dass König Artus sein leiblicher Vater und seine Mutter Königin Morgause, die ältere Halbschwester König Artus ist. Artus hatte unwissentlich mit seiner Schwester geschlafen, somit ist Mordred das Ergebnis von Inzest.
Mordred beginnt seinen eigenen Vater zu hassen, weil er seinen Tod wollte. Nyneve hatte ihn deshalb an den Hof gebracht um zu beweisen, dass man selbst sein Schicksal bestimmen kann. Mordreds einzige Freundin wird eine weiße Hündin, die er Möwe nennt.
Mordred wird zum Pagen ausgebildet, und später kommt er nach König Lots Tod als Knappe an König Artus’ Hof. Artus lernt Mordred als König Lots Stiefsohn kennen und weiß nicht, dass er seinen eigenen Sohn bei sich aufgenommen hat. Mordred macht sich auf die Suche nach seiner Identität und will beweisen, dass es ihm nicht vorherbestimmt sei, der verhasste Königsmörder zu werden. Doch Merlin und Mordreds Tante Morgan LeFay ziehen an den Schicksalsfäden.

## Wirkung
Mordred wird im Buch nicht als der Bösewicht dargestellt, sondern als ein junger Mann der versucht, seinem Schicksal zu entkommen und durch Tapferkeit die Liebe seines Vaters zu gewinnen. Nancy Springers Jugendbuch ist ein psychologisches Porträt über Abenteuer, Magie, Schicksal und die Suche nach der Identität.

## Auszeichnungen
Das Buch wurde ausgezeichnet als Best Book for Young Adults und kam auf Booklist Top Ten Fantasy Novel.